# Cont.ar
Cont.ar fue un servicio de streaming propiedad del Gobierno de Argentina y creado por la Secretaría de Medios y Comunicación Pública. Fue lanzado el 17 de mayo de 2018 y se encuentra disponible solamente para Argentina. Además, funciona como el reemplazo de la extinta plataforma CDA (Contenidos Digitales Abiertos).
La plataforma posee dentro de su catálogo series de televisión, cortometrajes, documentales, programas infantiles, eventos deportivos y películas de entretenimiento que fueron subsidiadas por el Gobierno de Argentina.
En 2024, durante el gobierno de Javier Milei, fue cerrada la plataforma sin previo aviso como parte de su política de ajuste.

## Historia
A inicios del 2012, el Gobierno Nacional, a través de un proyecto coordinado por la productora de televisión Marisa Badía, había lanzado por primera vez una plataforma nacional de vídeo bajo demanda denominada CDA (Contenidos Digitales Abiertos), donde se ofrecía la visualización de series y películas producidas íntegramente en Argentina, sin embargo, el servicio fue cerrado sin previo aviso en noviembre del 2016 durante la presidencia de Mauricio Macri.
En diciembre del 2016, el Gobierno comenzó con el desarrollo de la plataforma Cont.ar cuando conformó la empresa de Contenidos Públicos Sociedad del Estado, que se encarga de emitir las señales Encuentro, Pakapaka y DeporTV, la cual a su vez pasó a estar bajo el control de la Secretaría de Medios y Comunicación Pública liderada por Hernán Lombardi. En 2017, inició la realización del diseño técnico de la página con un equipo de cuarenta profesionales conformados por programadores e ingenieros especializados en el área. Además, en la plataforma se integraron contenidos que pertenecen al Sistema de Medios Públicos como ser eventos en el CCK, en Tecnópolis, programas de la Radio Nacional, programas de la TV Pública y Tec TV; y series alojadas en el Banco Audiovisual de Contenidos Universales Argentino (BACUA), un repositorio que distribuye contenido de ficción a todos los canales públicos y privados del país que están adheridos al mismo; que también contiene producciones que nunca vieron la luz.
Desde el 10 de diciembre de 2023, fecha en la que asumió la presidencia Javier Milei, se inició por parte del gobierno nacional un proceso de ajuste a las políticas culturales. De esta forma, la plataforma fue cerrada en julio de 2024. Junto con ella se perdió una gran cantidad de material audiovisual al que es imposible acceder por otros medios abiertos.

## Soporte de dispositivos
Los dispositivos que son compatibles con los servicios de transmisión de Cont.ar incluyen reproductores de PC, tablet, laptots y celulares, como así también mediante dispositivos con sistemas operativos de Android, iOS y Mac. El acceso a la plataforma se da mediante la página web y la aplicación también está disponible en Google Play.